# Gymnobucco
Gymnobucco é um género de ave piciforme da família Lybiidae, que compreende quatro espécies de barbaças.
Este género contém as seguintes espécies:
- Barbaças-careca (Gymnobucco calvus)
- Barbaças-de-cerdas-nasais (Gymnobucco peli)
- Barbaças-pardo (Gymnobucco sladeni)
- Barbaças-de-garganta-cinzenta (Gymnobucco bonapartei)